# Tangerang Wolves FC
Der Tangerang Wolves Football Club war ein kurzlebiger indonesischer Fußballklub aus Tangerang in der Provinz Banten. Er trug seine Heimspiele im Benteng Taruna Stadium aus.

## Geschichte
Der Klub wurde speziell für die Teilnahme an der unabhängig von der ersten Liga ausgespielten Liga Primer Indonesia im Jahr 2010, als Trainer fungierte der Brasilianer Paolo Camargo. Als der Spielbetrieb der Liga Ende März 2018 nach 18 gespielten Partien für jede Mannschaft beendet wurde, hatte der Klub 18 Punkte inne und stand damit auf dem 18. Tabellenplatz. Danach verschwand er Klub auch von der Bildfläche und kam nicht im bestehenden Ligasystem des Landes unter, wie so manch andere Klubs aus dem Spielbetrieb dieser Liga.